# Kasteel De Malander
Het Kasteel De Malander (ook: Kasteel de l'Arbre de Malander) is een kasteel in de Oost-Vlaamse stad Ronse, gelegen aan de Kruisstraat 370.

## Geschiedenis
Dit kasteel werd gebouwd van 1896-1900 in opdracht van Ephrem De Malander en naar ontwerp van Modeste de Noyette. Voorheen lag hier een jachtpaviljoen dat in 1842 was gebouwd. Het kasteel ligt op de Kruisberg. Het kende een jarenlange verwaarlozing, maar omstreeks 2010 vond een renovatie plaats.

## Gebouw
Het betreft een groot landhuis in eclectische stijl, met elementen uit het classicisme en de Italiaanse renaissance. Het landhuis heeft een huiskapel in neoromaanse stijl.
Het interieur was uitgevoerd in neoclassicistische en Vlaamse neorenaissancestijl. Door de verwaarlozing heeft het interieur veel geleden, maar de mozaïeken in de kapel bleven bewaard.